# Hospital Santa Marcelina
O Hospital Santa Marcelina está localizado na Rua Santa Marcelina, 177, no distrito de Parque do Carmo em São Paulo. É o maior hospital da Zona Leste de São Paulo e um dos quatro hospitais de grande porte na cidade. É administrado pela Congregação das Irmãs de Santa Marcelina. Cerca de 87% de seus serviços são prestados ao SUS e 13% à saúde suplementar.
Atende, diariamente, cerca de três mil pessoas. Grande parte dessa demanda espontânea é dirigida ao seu pronto-socorro, encaminhada pelos demais serviços de saúde da Zona Leste e é composta pelos casos que não conseguem atender. Possui 721 leitos (sendo 79 de terapia intensiva).

## História
O hospital, projetado pelo engenheiro Domingos Marchetti (1893-1975), foi inaugurado como "Casa de Saúde Santa Marcelina" em 7 de agosto de 1961, na presença de representantes da população local de Itaquera, que contava então com cerca de 60.000 habitantes. Na época, possuía 150 leitos, um laboratório de análises clínicas, uma sala de radiologia, uma de parto, duas de emergência e duas de cirurgia. Contava com um corpo clínico de sete médicos e trinta funcionários, que dirigidos pela Diretora-fundadora, Irmã Sophia Marchetti, atendiam a população da região.
A Casa de Saúde foi rebatizada como "Hospital Santa Marcelina" e passou a ser um hospital cada vez mais requisitado, obrigando as Irmãs Marcelinas a realizarem eventos beneficentes visando angariar fundos para a ampliação do complexo hospitalar, como a "Festa das Nações". Em 24 de abril de 1987 foi inaugurado o novo Pronto Socorro do Hospital Santa Marcelina, considerado o maior do Brasil à época, com 3500 metros quadrados, 28 salas e capacidade de atendimento de até dezesseis mil pessoas por mês. Em 1994 foi realizada a V Festa das Nações, visando a conclusão das obras do complexo hospitalar, que naquele ano contava com 700 leitos.

## Residência Médica
As seguintes especialidades são oferecidas com acesso pela prova do SUS-SP realizada pela Fundação Carlos Chagas: Anestesiologia, Cardiologia, Cancerologia Pediátrica, Cirurgia de Cabeça e Pescoço, Cirurgia do Aparelho Digestivo, Cirurgia Geral, Cirurgia Pediátrica, Cirurgia Plástica, Cirurgia Vascular, Cirurgia Endovascular, Clínica Médica, Coloproctologia, Endocrinologia, Geriatria, Hematologia/Hemoterapia, Infectologia, Mastologia, Medicina da Família e Comunidade, Medicina Intensiva Pediátrica, Nefrologia, Neonatologia, Neurocirurgia, Neurologia, Obstetrícia e Ginecologia, Ortopedia e Traumatologia, Otorrinolaringologia, Pediatria, 
Pneumologia, Psiquiatria, Radiologia, Radioterapia, R3 de Pediatria, Urologia e Urologia/Transplante Renal.

## Faculdade de Medicina
Em julho de 2012, inicia-se a graduação em Medicina com 50 vagas por semestre. A instituição já oferecia cursos na área da saúde: Nutrição, Enfermagem, Fisioterapia e Radiologia.